# Jorge Daniel Álvarez
Jorge Daniel Álvarez Rodas (Tegucigalpa, Francisco Morazán, Honduras, 28 de enero de 1998) es un futbolista hondureño. Juega de mediocampista y su equipo actual es el Olimpia de la Liga Nacional de Honduras. También es internacional absoluto con la Selección de fútbol de Honduras. 

## Trayectoria

### Olimpia
En 2015, arribó a las divisiones menores de Olimpia, donde tuvo como entrenador en el plantel de reserva a Óscar «Cocli» Salgado. En el Clausura 2017, fue ascendido al primer equipo de los «albos» por decisión técnica de Héctor Vargas, sin embargo, no llegó a debutar bajo el mando del argentino. 
A comienzos de 2018, el director técnico colombiano Carlos Restrepo comenzó a brindarle mayores oportunidades de juego. De esa forma, el 25 de enero, durante la segunda jornada del Clausura 2018, en un encuentro que el «león» ganó por 5 a 3 de visita ante Juticalpa, Álvarez realizó su debut profesional. En ese torneo, acumuló 8 juegos disputados.
El 22 de febrero de 2018, jugó su primer partido internacional, en el empate de 1 a 1 contra los New York Red Bulls, en un encuentro válido por la Liga de Campeones de la Concacaf. 

### Lobos UPNFM
El 12 de julio de 2018, fue presentado como refuerzo de los Lobos UPNFM, a préstamo por un año y sin opción de compra. Con el cuadro universitario, debutó el 18 de agosto de 2018 en el empate de 1 a 1 contra el Vida. El 10 de noviembre de 2018, anotó el gol de la victoria, durante el triunfo a domicilio de 2 a 1 contra Real España. 

### Regreso a Olimpia
El 13 de enero de 2019, se oficializó su regreso al Olimpia, luego de haber recibido el visto bueno del cuerpo técnico comandado por el uruguayo Manuel Keosseián.

## Selección nacional

### Selecciones menores
El 18 de septiembre de 2015 se anunció que había sido convocado para disputar la Copa Mundial de Fútbol Sub-17 de 2015 en Chile. En 2017, disputó la Copa Mundial de Fútbol Sub-20 realizada en Corea del Sur. 
Participaciones en Copas del Mundo
| Torneo                      | Sede          | Resultados   | Partidos | Goles |
| --------------------------- | ------------- | ------------ | -------- | ----- |
| Copa Mundial Sub-17 de 2015 | Chile         | Primera fase | 3        | 0     |
| Copa Mundial Sub-20 de 2017 | Corea del Sur | Primera fase | 3        | 2     |

### Selección absoluta
El 15 de marzo de 2019 recibió su primera convocatoria a la Selección de Honduras para un juego amistoso contra la Selección de Ecuador.

### Participaciones en Copa de Oro
| Torneo           | Sede                                  | Resultados     | Partidos | Goles |
| ---------------- | ------------------------------------- | -------------- | -------- | ----- |
| Copa de Oro 2019 | Estados Unidos · Costa Rica · Jamaica | Fase de grupos | 2        | 1     |
| Copa de Oro 2023 | Estados Unidos · Canadá               | Fase de grupos | 3        | 0     |

### Participaciones en Liga de Naciones
| Torneo                   | Sede     | Resultados       | Partidos | Goles |
| ------------------------ | -------- | ---------------- | -------- | ----- |
| Liga de Naciones 2019-20 | Concacaf | Tercer lugar     | 2        | 0     |
| Liga de Naciones 2022-23 | Concacaf | Fase de grupos   | 0        | 0     |
| Liga de Naciones 2023-24 | Concacaf | Cuartos de final | 3        | 0     |

## Estadísticas

### Clubes
Actualizado al último partido jugado el 26 de mayo de 2025.
| Club                                                                                          | Temporada           | Div.                | Liga  | Liga  | Copas nacionales | Copas nacionales | Copas internacionales | Copas internacionales | Total | Total |
| Club                                                                                          | Temporada           | Div.                | Part. | Goles | Part.            | Goles            | Part.                 | Goles                 | Part. | Goles |
| --------------------------------------------------------------------------------------------- | ------------------- | ------------------- | ----- | ----- | ---------------- | ---------------- | --------------------- | --------------------- | ----- | ----- |
| C. D. Olimpia Honduras                                                                        |                     |                     |       |       |                  |                  |                       |                       |       |       |
| 2017-18                                                                                       | 1.ª                 | 8                   | 0     | -     | -                | 1                | 0                     | 9                     | 0     |       |
| Total                                                                                         | Total               | 8                   | 0     | 0     | 0                | 1                | 0                     | 9                     | 0     |       |
| C. D. Lobos UPNFM Honduras                                                                    |                     |                     |       |       |                  |                  |                       |                       |       |       |
| 2018-19                                                                                       | 1.ª                 | 14                  | 1     | -     | -                | -                | -                     | 14                    | 1     |       |
| Total                                                                                         | Total               | 14                  | 1     | 0     | 0                | 0                | 0                     | 14                    | 1     |       |
| C. D. Olimpia Honduras                                                                        |                     |                     |       |       |                  |                  |                       |                       |       |       |
| 2018-19                                                                                       | 1.ª                 | 21                  | 1     | -     | -                | -                | -                     | 21                    | 1     |       |
| 2019-20                                                                                       | 1.ª                 | 18                  | 0     | -     | -                | 5                | 1                     | 23                    | 1     |       |
| 2020-21                                                                                       | 1.ª                 | 19                  | 1     | -     | -                | 4                | 0                     | 23                    | 1     |       |
| 2021-22                                                                                       | 1.ª                 | 25                  | 2     | -     | -                | 1                | 0                     | 26                    | 2     |       |
| 2022-23                                                                                       | 1.ª                 | 41                  | 1     | -     | -                | 10               | 0                     | 51                    | 1     |       |
| 2023-24                                                                                       | 1.ª                 | 41                  | 5     | -     | -                | 4                | 0                     | 45                    | 5     |       |
| 2024-25                                                                                       | 1.ª                 | 40                  | 6     | -     | -                | 4                | 0                     | 44                    | 6     |       |
| Total                                                                                         | Total               | 205                 | 16    | 0     | 0                | 28               | 1                     | 233                   | 17    |       |
| Total en su carrera                                                                           | Total en su carrera | Total en su carrera | 227   | 17    | 0                | 0                | 29                    | 1                     | 256   | 18    |
| (1)Incluye Liga de Campeones de la Concacaf, Liga Concacaf, Copa Centroamericana de Concacaf. |                     |                     |       |       |                  |                  |                       |                       |       |       |

## Palmarés

### Campeonatos nacionales
| Título          | Club          | País     | Año  |
| --------------- | ------------- | -------- | ---- |
| Torneo Apertura | C. D. Olimpia | Honduras | 2019 |
| Torneo Apertura | C. D. Olimpia | Honduras | 2020 |
| Torneo Clausura | C. D. Olimpia | Honduras | 2021 |
| Torneo Apertura | C. D. Olimpia | Honduras | 2021 |
| Torneo Apertura | C. D. Olimpia | Honduras | 2022 |
| Torneo Clausura | C. D. Olimpia | Honduras | 2023 |

### Campeonatos internacionales
| Título        | Club          | Lugar    | Año  |
| ------------- | ------------- | -------- | ---- |
| Liga Concacaf | C. D. Olimpia | San José | 2017 |
| Liga Concacaf | C. D. Olimpia | San José | 2022 |